# La Mana Fleuve
La Mana Fleuve är ett vattendrag i Franska Guyana (Frankrike). Det ligger i den nordvästra delen av landet, 200 km nordväst om huvudstaden Cayenne.